# Thamirabarani
Der Thamirabarani oder Tamraparni (Tamil: தாமிரபரணி Tāmiraparaṇi [ˈt̪aːmɨrəˌbarəɳi]) ist ein Fluss im südindischen Bundesstaat Tamil Nadu. Der 126 Kilometer lange Fluss entwässert ein ca. 5700 Quadratkilometer großes Gebiet in den Distrikten Tirunelveli und Thoothukudi im Süden Tamil Nadus. Er entspringt in den Westghats und mündet in den Golf von Mannar. Trotz seiner kurzen Länge gehört der ganzjährig Wasser führende Thamirabarani zu den wichtigsten Flüssen Tamil Nadus.

## Name
Thamirabarani (தாமிரபரணி Tāmiraparaṇi) ist die tamilisierte Form des Sanskrit-Namens Tamraparni (ताम्रपर्णी Tāmraparṇī). Da die Schreibung tamilischer Wörter in Lateinschrift nicht standardisiert ist, existieren weitere Schreibweisen wie Tamirabarani, Tambraparni, usw. Der alte tamilische Name des Thamirabarani lautet Porunai (பொருநை Porunai). Unter diesem Namen erscheint der Fluss bereits in der alttamilischen Sangam-Literatur. Der Sanskrit-Name Tamraparni ist in den altindischen Epen Mahabharata und Ramayana belegt.

## Geografie
Der Thamirabarani entspringt auf einer Höhe von über 1800 Metern am Agastyamalai-Berg in den Westghats nahe der Grenze zwischen den Bundesstaaten Tamil Nadu und Kerala. Auf seinem Weg aus den Bergen hinunter bildet er mehrere Wasserfälle. Bei Papanasam tritt der Thamirabarani in die Ebene ein und fließt von dort in östlicher Richtung durch die Distrikte Tirunelveli und Thoothukudi. Dabei passiert er die Städte Ambasamudram, Kallidaikurichi, Tirunelveli und Srivaikuntam. Südlich von Thoothukudi bildet der Thamirabarani ein Delta und mündet in den Golf von Mannar.
Da das Quellgebiet des Thamirabarani in den Westghats sowohl während des Sommer- als auch während des Wintermonsuns ergiebige Regenfälle empfängt, führt er, im Gegensatz zu den meisten anderen Flüssen Tamil Nadus, ganzjährig Wasser.